# Paialvo
Paialvo is een plaats (freguesia) in de Portugese gemeente Tomar en telt 2850 inwoners (2001).